# Augusto De Giuli
Augusto De Giuli (fl. XX secolo) è stato un calciatore italiano, di ruolo difensore.

## Caratteristiche tecniche
Nel maggio del 1924, la Gazzetta di Puglia lo definisce "acrobatico terzino".

## Carriera
Con l'Alba Roma disputa 24 gare nei campionati di Prima Divisione 1922-1923 e Prima Divisione 1923-1924. Viene poi ceduto al CS Romano.